# جزیره کیلی
جزیره کیلی (به لاتین: Kili Island) یک جزیره مرجانی در جزایر مارشال است که در زنجیره رالیک واقع شده‌است. جزیره کیلی ۰٫۹۳ کیلومتر مربع مساحت و ۶۰۰ نفر جمعیت دارد و ۳ متر بالاتر از سطح دریا واقع شده‌است.